# Откога те чакам
„Откога те чакам“ е български игрален филм (драма) от 1984 година на режисьора Анна Петкова, по сценарий на Лиляна Михайлова. Оператор е Стефан Трифонов. Музиката във филма е композирана от Кирил Дончев.

## Сюжет
Сестра Николова работи в социална служба за патронажно обслужване на самотни възрастни хора. Нейните пациенти живеят в самота, а тя е свидетел на различни човешки съдби. Сестра Николова се грижи не само за здравето им, но ги лекува от самотата, от мъката и обидата, в нея те намират опора и онова, което не са получили от собствените си деца. Някои от наследниците са обезпокоени от привързаността на своите близки към сестра Николова и подозират в нейната загриженост користни намерения за лично облагодетелстване...

## Актьорски състав
| Роля                                                       | Изпълнител            |
| ---------------------------------------------------------- | --------------------- |
| сестра Цветана Николова                                    | Цветана Манева        |
| учителката Надежда Хаджиева                                | Елена Стефанова       |
| шапкарката                                                 | Катя Тодорова         |
| адвокат Марко Паскалев                                     | Асен Миланов          |
| бившия директор на текстилния завод                        | Георги Георгиев – Гец |
| бившия банков касиер                                       | Георги Калоянчев      |
| изобретателят Димитър Шахънов, бивш корабен старши механик | Петър Слабаков        |
| бившата машинопистка Тини Логофетова                       | Леда Тасева           |
| бившия земемер Логофетов                                   | Емил Стефанов         |
| аптекарят, любовник на сестра Николова                     | Марин Янев            |
| главният лекар                                             | Стефан Димитров       |
| журналистът, син на шапкарката                             | Димитър Хаджийски     |
| шофьорът на линейката                                      | Пламен Дончев         |
| архитект Сашо Александров                                  | Любомир Бъчваров      |
| племенничката на Хаджиева                                  | Анета Сотирова        |
|                                                            | Владимир Русинов      |
|                                                            | Антон Маринов         |
|                                                            | Антония Драгова       |
| снахата на банковия касиер                                 | Евгения Баракова      |
|                                                            | Боряна Пунчева        |
|                                                            | Гита Милева           |
|                                                            | Бойко Михайлов        |
|                                                            | Младен Чавдаров       |

## Награди
- Първа награда на ФБИФ (Варна, 1984).
- Наградата за женска роля на Катя Тодорова на ФБИФ (Варна, 1984).
- Наградата на СБП за сценарий на ФБИФ (Варна, 1984).
- Наградата на СБК за музика на ФБИФ (Варна, 1984).
- Наградата на ЦК на ДКМС на ФБИФ (Варна, 1984).